# 摩根·茨万吉拉伊
摩根·理查德·茨万吉拉伊（Morgan Richard Tsvangirai，1952年3月10日—2018年2月14日），津巴布韋政治家，曾任津巴布韋總理，是津巴布韦最大反对党争取民主变革运动的创始人与主要领袖。

## 生平
茨万吉拉伊，1952年3月10日出生于津巴布韦（当时叫南罗得西亚）的古图地区，父母分别是木匠和砖匠，他在9个孩子排行老大。1974年离开学校，在中马绍纳兰的特洛伊镍矿工作十年，最后成为工会领导人。1999年建立党派争取民主变革运动，因为反对津巴布韦总统羅伯特·穆加貝而多次遭到暗杀。
2002年，茨万吉拉伊在备受争议的总统选举中被穆加贝击败，2008年再度参选，并且在第一轮投票中战胜穆加贝。6月22日，他因为“考虑到选民的安全得不到保障，选举不可能自由、公平”而宣布退出选举。但是他領導的政党在2008年的津巴布韦议会选举中取得多数席位，以一席之差击败了由穆加貝领导的津巴布韋非洲民族聯盟－愛國陣線，成為国会第一大黨。
其後，茨萬吉拉伊同意與穆加貝分享權力，共組聯合政府，茨萬吉拉伊在2009年2月11日宣誓就任總理。
2009年3月6日，茨万吉拉伊前往在家鄉舉行的集會途中遇上車禍，本人受輕傷，但是妻子蘇珊·茨萬吉拉伊不幸死亡。2013年9月，在第三次参选津巴布韦总统失败之后卸任总理职务。
2017年11月，羅伯特·穆加貝辞职之后，茨万吉拉伊宣布参加2018年的总统选举；但2018年2月14日，茨万吉拉伊因为结肠癌在南非约翰内斯堡的一家医院去世，享年65岁。